# Kleiner Wentowsee
Der Kleine Wentowsee liegt im nördlichen Brandenburg etwa auf halber Strecke zwischen Fürstenberg/Havel und Gransee an der Bundesstraße B96.
Der See ist etwa 50 ha groß und erstreckt sich in Ost-West-Richtung 1,5 km sowie in Nord-Süd-Richtung etwa 350 m. Über den Polzowkanal gibt es einen befahrbaren Zufluss vom Großen Wentowsee im Osten. Im Westen zieht sich der Polzowkanal als dünnes Rhin durch die Landschaft – ist allerdings aufgrund des Bewuchses mit Wasserpflanzen nicht einmal mehr mit dem Kanu zu befahren.
Da der See durchschnittlich unter 3 Meter tief ist, erwärmt er sich im Frühjahr schnell. Das Wasser ist in der warmen Jahreszeit stark mit Plankton und Algen durchsetzt und daher trübe.
Am südöstlichen Ende des Sees befindet sich eine größere Badestelle im Bereich des Campingplatzes Seilershof. Auf der Hälfte des Südufers gibt es ebenfalls eine kleinere Badestelle. Der nordöstliche Bereich ist mit Bootshäusern bebaut.
Im See findet sich Hecht, Aal, Zander, Barsch, Wels und Weißfisch. Aufgrund der natürlichen Trübung des Wassers ist der Fang von Raubfischen allerdings anspruchsvoll.